# Lê Ánh Dương
Lê Ánh Dương (sinh năm 1966) là chính trị gia người Việt Nam. Ông nguyên là Phó Bí thư Tỉnh ủy Bắc Giang khóa XIX, nguyên Chủ tịch Ủy ban nhân dân tỉnh Bắc Giang nhiệm kỳ 2021 - 2026.

## Tóm tắt tiểu sử
Từ tháng 11/1984 - 05/1987: Bộ đội (nghĩa vụ quân sự, ở đơn vị C5, D2, E831, Sư đoàn 347, Quân đoàn 14, Quân khu I và Trường Quân sự tỉnh Hà Bắc)
Từ tháng 6/1987 - 12/1999: Cán bộ phường Phân Đạm, sau là phường Trần Nguyên Hãn, thị xã Bắc Giang trải qua các chức vụ: Phường đội phó, Phường đội trưởng; Phó Chủ tịch kiêm Trưởng Công an; Phó Bí thư Đảng uỷ, Chủ tịch UBND phường; Đại biểu HĐND phường, Đại biểu HĐND thị xã Bắc Giang; Ủy viên BCH Đảng bộ thị xã Bắc Giang (nhiệm kỳ 1996 - 2000).
Từ tháng 1/2000 - 12/2000: Thị ủy viên, Chuyên viên Ban Tổ chức Thị ủy.
Từ tháng 1/2001 - 09/2005: Chuyên viên Phòng Kế hoạch và Đầu tư; Phó Văn phòng, Chánh Văn phòng HĐND và UBND thành phố Bắc Giang.
Từ tháng 10/2005 - 02/2011: Thư ký Chủ tịch UBND tỉnh; Trưởng phòng Nội chính, Ngoại vụ; Phó Chánh Văn phòng UBND tỉnh. Từ 10/2010 là Tỉnh ủy viên khóa XVII, nhiệm kỳ 2010 - 2015.
Từ tháng 3/2011 - 06/2013: Tỉnh ủy viên, Phó Bí thư Huyện uỷ, Chủ tịch UBND huyện Tân Yên.
Từ tháng 7/2013 - 11/2015: Tỉnh ủy viên, Bí thư Huyện uỷ, Chủ tịch HĐND huyện Tân Yên
Từ tháng 12/2015 - 10/2020: Tỉnh ủy viên, Phó Chủ tịch UBND tỉnh, Phó Chủ tịch Thường trực UBND tỉnh.
Từ ngày 15/10/2020 - 07/12/2020: Phó Bí thư Tỉnh ủy, Phó Chủ tịch Thường trực UBND tỉnh (từ 01/9/2020).
Ngày 08/12/2020: Tại kỳ họp thứ 12, HĐND tỉnh khóa XVIII, đồng chí được bầu giữ chức Chủ tịch UBND tỉnh.
Trong thời gian công tác, đồng chí Lê Ánh Dương đã có nhiều cống hiến, đóng góp quan trọng trong sự nghiệp xây dựng, phát triển KT-XH của tỉnh Bắc Giang.
Ngày 8/10/2024, HĐND tỉnh thông qua Nghị quyết miễn nhiệm chức danh Chủ tịch UBND tỉnh Bắc Giang và cho thôi làm nhiệm vụ đại biểu HĐND tỉnh Bắc Giang khóa XIX, nhiệm kỳ 2021 - 2026, theo đề nghị của Chủ tịch HĐND tỉnh đối với ông Lê Ánh Dương, nguyên Phó Bí thư Tỉnh ủy, Chủ tịch UBND tỉnh Bắc Giang. Ông Lê Ánh Dương nghỉ hưu trước tuổi từ ngày 1/10/2024.

## Kỷ luật
Ngày 22-02-2023, Ủy ban Kiểm tra Trung ương quyết định thi hành kỷ luật:
- Khiển trách Ban cán sự đảng UBND tỉnh Bắc Giang nhiệm kỳ 2021 - 2026, Đảng ủy Sở Tài chính nhiệm kỳ 2020 - 2025 và các ông Lê Ánh Dương, Phan Thế Tuấn và Nguyễn Đình Hiếu.
- Cảnh cáo Đảng ủy Sở Y tế nhiệm kỳ 2020 - 2025 và ông Từ Quốc Hiệu.

Lý do là thiếu trách nhiệm, buông lỏng lãnh đạo, chỉ đạo để UBND tỉnh và một số tổ chức, cá nhân vi phạm quy định của Đảng, pháp luật của Nhà nước trong mua sắm, quản lý, sử dụng sinh phẩm, hóa chất, vật tư, trang thiết bị y tế; có nguy cơ thất thoát lớn ngân sách nhà nước, gây dư luận bức xúc, làm giảm uy tín của cấp ủy và chính quyền địa phương.